# 高松建設
髙松建設株式会社（たかまつけんせつ、英: Takamatsu Corporation Co., Ltd.）は、大阪に本社を置く日本の建設会社で、住宅・マンション比率が高い。髙松コンストラクショングループの中核企業の1社である。
建設会社であると共に、青木あすなろ建設や神社仏閣建築に強みを持つ現存する最古の企業金剛組、青木マリーン、みらい建設工業、JPホームといった各社を傘下に収めるなど、「髙松建設グループ」の中核企業としての位置づけであった。

## 概要
2008年（平成20年）5月、髙松建設の本業部門と不動産事業を休眠会社であった株式会社日本内装（1980年11月設立）へ移管させ、髙松建設を持株会社へ移行させることが決定した。
同年10月、日本内装が「髙松建設」、旧髙松建設は「髙松コンストラクショングループ」に商号を変更し、新体制が始動している。
産経新聞の1面左端に広告を出している。
2005年（平成17年）、経営危機に瀕した（旧）金剛組に出資、営業譲渡の形でグループ会社に招き入れることで、世界最古の企業の存続に尽力した 。

## 歴代社長
高松組社長
- 高松孝之：1965年 - 1990年
- 高松孝育：1990年 - 1990年

高松建設社長
- 高松孝育：1990年 - 2005年
- 石田優：2005年 - 2014年
- 西出雅弘：2014年 - 2018年
- 高松孝年：2018年 -

## 提供番組

### 現在
- newsランナープラス（関西テレビ）
- FNN Live News days（関西ローカルパートの天気予報部分、第1水曜のみ）（関西テレビ）
- 子守康範 朝からてんコモリ!（6:05過ぎ・7:00過ぎの「MBSニュース」のコーナー）（MBSラジオ）

### 過去
いずれも関西テレビが関西ローカル向けに放送
- KTVニュースフラッシュ
- カンテレこんやのニュース
- カンテレユアタイム クイック
- カンテレ THE NEWSα Pick
- 天気予報